# Декриминализация
Декриминализацията е легалният процес, чрез който се премахва наказателното преследване за определено действие, така че действието остава незаконно, но не е свързано с криминално наказание или най-много се наказва с глоба. Подобна законодателна реформа понякога се извършва със задна дата, но обикновено встъпва в действие или по едно и също време със закона, или след определена дата. В някои случаи продължава да има глоби или да се изискват разрешителни (за разлика от легализацията). Някои части от криминализираното действие може да продължат да се разглеждат като престъпления. Терминът е измислен от антроположката Дженифър Джеймс, за да опише целта на движението на секс работниците „да бъдат премахнати законите, чрез които са преследвани проститутките“. В днешно време терминът често се използва и във връзка с наркотиците. Обратният процес се нарича криминализация.
Декриминализацията е отражение на промяна в социалните и моралните виждания на едно общество. Общественото мнение може да стане такова, че да се смята, че определено действие не е зловредно, че не трябва да бъде криминализирано повече или че не е работа на правосъдието и наказателната система да взема отношение по това действие. Примери от различни общества включват:
- аборт;
- кърмене на публично място;
- притежание на наркотици и употребата им за лично удовоствие;
- евтаназия;
- хазарт;
- хомосексуалност;
- полигамия;
- проституция;
- голота на публично място;
- употреба на стероиди в спорта;
- самоубийство.